# リスボン国際博覧会

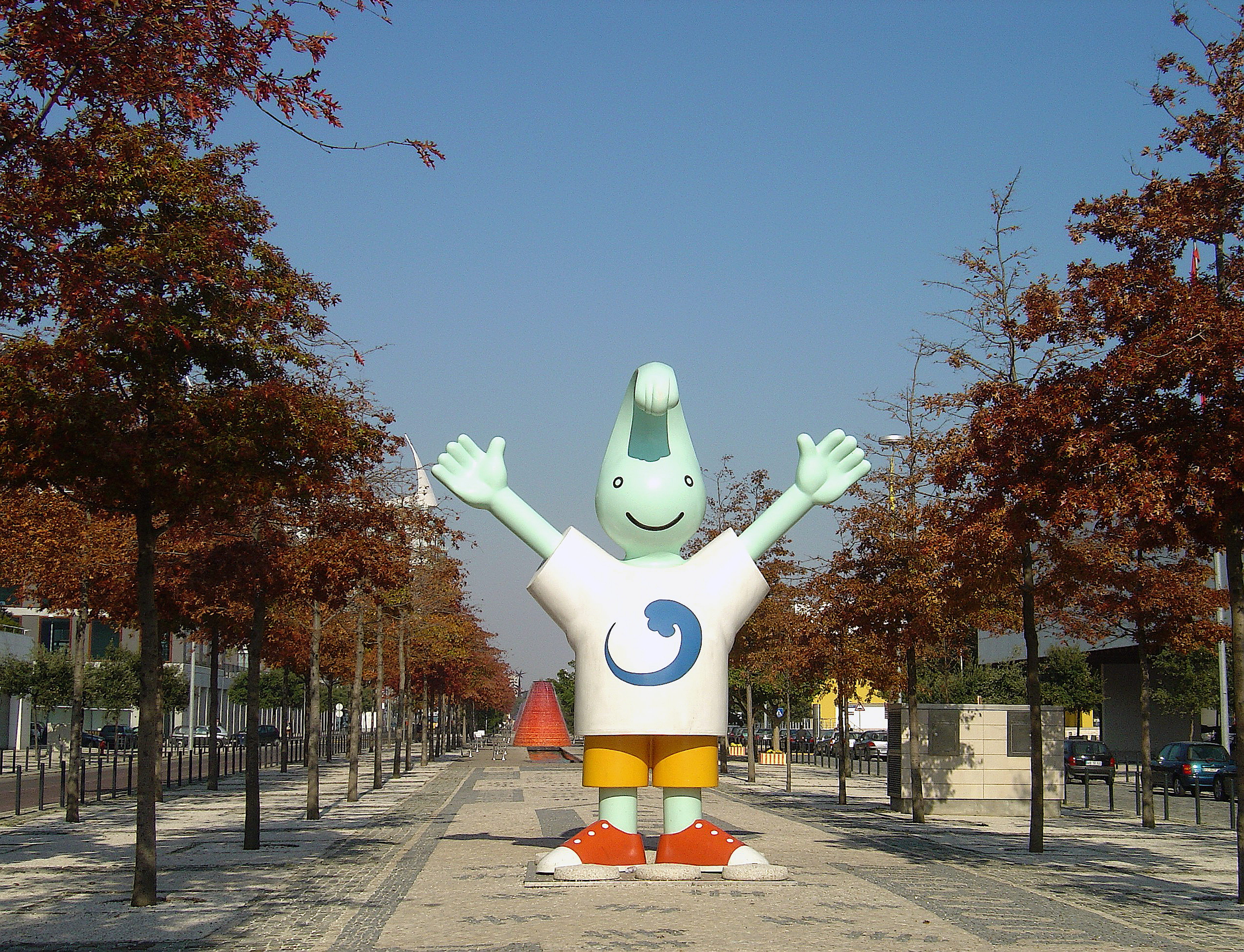
マスコット "Gil"

リスボン国際博覧会（リスボンこくさいはくらんかい, Expo 1998）は、1998年5月22日から9月30日までポルトガル・リスボンで開催された国際博覧会（特別博）である。ヴァスコ・ダ・ガマのインド航路発見500周年を記念して開催された。テーマは「海、未来への遺産」。日本を含む155ヶ国・機関が参加し、132日間の会期中約1000万人が入場した。